# Arno Gasteiger
Arno Gasteiger (* 30. September 1947 in Salzburg) ist ein ehemaliger österreichischer Politiker (parteilos, ehemals ÖVP) und Journalist. Gasteiger war von 1984 bis 1989 Landesrat und von 1989 bis 2000 Landeshauptmann-Stellvertreter in der Salzburger Landesregierung.

## Ausbildung und Beruf
Gasteiger besuchte von 1953 bis 1957 die Volksschule in Zell am See und absolvierte danach von 1957 bis 1965 die Bundeserziehungsanstalt in Saalfelden am Steinernen Meer, wo er 1965 die Matura ablegte. Er studierte danach von 1965 bis 1970 Rechtswissenschaften an der Universität Innsbruck und promovierte 1970 zum Dr. iur. In dieser Zeit trat er auch der katholischen Studentenverbindung AV Austria Innsbruck im ÖCV bei, deren Mitglied er bis heute ist. Nach seinem Studium war Gasteiger 1971 journalistisch beim Department of Immigration in Canberra, Australien, tätig, danach absolvierte er ebenfalls 1971 sein Gerichtsjahr in Salzburg und Zell am See. Er arbeitete im Anschluss daran von 1972 bis 1977 als Innungssekretär sowie Pressemitarbeiter bei der Salzburger Handelskammer und war von 1977 bis 1979 Redakteur bei den Salzburger Nachrichten. Danach arbeitete er zwischen 1979 und 1984 als Journalist beim ORF Salzburg. Nach dem Ende seiner politischen Karriere wurde Gasteiger 2000 Vorstandssprecher der SAFE beziehungsweise Salzburg AG, wobei er bereits während seiner Zeit als Politiker von 1992 bis 1999 Aufsichtsratsvorsitzender der SAFE gewesen war. Seit 2001 ist Gasteiger zudem Vizepräsident der Salzburger Industriellenvereinigung. Nach seiner Pensionierung als Vorstand der Salzburg AG Ende 2011 wurde Gasteiger im September 2012 zum Vorsitzenden des Aufsichtsrats der Gletscherbahnen Kaprun AG (GBK) gewählt.

## Politik und Funktionen
Gasteiger wurde am 16. Mai 1984 zum Landesrat in der Salzburger Landesregierung gewählt und stieg am 3. Mai 1989 zum Landeshauptmann-Stellvertreter auf. In diesem Amt wirkte er bis zum 9. Februar 2000. 2007 wurde er Präsident des Alumni Clubs der Universität Salzburg. Im Februar 2019 trat Gasteiger aus der ÖVP aus. Er begründete dies mit dem Kurs, den die Partei unter Bundeskanzler Sebastian Kurz eingeschlagen habe. Nach Gasteigers Auffassung habe sie sich zu einer „rechtspopulistischen Bewegung“ entwickelt.